# فرديناند غوتليب فون غميلين
فرديناند غوتليب فون غميلين (بالألمانية: Ferdinand Gottlieb von Gmelin)‏ (و. 1782 – 1848 م) هو مستكشف، وطبيب، وأستاذ جامعي، وكيميائي ألماني، ولد في توبينغن، توفي في توبينغن، عن عمر يناهز 66 عاماً.

## التعليم
تعلم في جامعة توبنغن (منذ 6 يوليو 1797)